# Aprostocetus norax
Aprostocetus norax är en stekelart som först beskrevs av Walker 1843.  Aprostocetus norax ingår i släktet Aprostocetus och familjen finglanssteklar. Inga underarter finns listade i Catalogue of Life.